# Michael Huthmann
Michael Huthmann (* 26. April 1945 in Darmstadt) ist ein deutscher Dramaturg. Er zählt neben Dieter Sturm, Wolfgang Wiens und Hermann Beil zu den großen Dramaturgen des deutschen Theaters der 1970er, 1980er und 1990er Jahre und ist emeritierter Professor für Theatertheorie. 

## Biografie
Nach einem Studium der Philosophie, Geschichte und Literaturwissenschaft an den Universitäten Frankfurt am Main und Heidelberg war Huthmann Chefdramaturg an den Wuppertaler Bühnen zur Zeit der Intendanz von Arno Wüstenhöfer, am Schauspiel Frankfurt während der Direktion von Peter Palitzsch, am Düsseldorfer Schauspielhaus (Intendanz: Günther Beelitz und Volker Canaris), hier auch als stellvertretender Generalintendant, am Staatstheater Stuttgart (Intendanzen: Ivan Nagel und Jürgen Bosse) sowie an den Münchner Kammerspielen (Intendanz: Dieter Dorn).  Michael Huthmann hat während der Intendanz von Peter Zadek  am Deutschen Schauspielhaus in Hamburg als Dramaturg mit ihm gearbeitet. 
1999 wurde Huthmann auf den Lehrstuhl für Theorie des Theaters an der Staatlichen Hochschule für Musik und Darstellende Kunst Stuttgart berufen. Seine Arbeitsschwerpunkte waren die Theater- und Literaturgeschichte, die Ästhetik der darstellenden Kunst sowie die Dramentheorie und deren Anwendung als Dramaturgie. Er ist Mitglied des Wissenschaftlichen Beirats des Institutes für Kultur-  und Technikforschung der Universität Stuttgart und des Internationalen Theaterinstituts. Zum 1. Oktober 2010 wurde Michael Huthmann pensioniert. 
In der Spielzeit 2005/2006 war er dramaturgischer Berater am Schauspielhaus Bochum während der Intendanz von Elmar Goerden. Laut Theaterkritiker Henning Rischbieter ist Huthmann der „bekannteste Unbekannte des deutschen Theaters“.
Eines von zahlreichen der von ihm geförderten Talente ist die Dramaturgin Stefanie Carp, die Huthmann in der Rückschau laut Selbstaussage als ihren „ersten Lehrer“ bezeichnet.